# Médéa (provins)
 For alternative betydninger, se Medea (flertydig). (Se også artikler, som begynder med Medea)
Médéa (arabisk: المدية, berbisk: ⵎⴻⴷⴻⴰ Médéa) er en af Algeriets 48 provinser. Administrationscenteret er byen Médéa.